# برنت مالیون
برنت مالیون (سوئدی: Bernt Malion؛ زادهٔ ۱۵ اوت ۱۹۵۷) بازیکن بسکتبال اهل سوئد بود. وی در بازی‌های المپیک تابستانی ۱۹۸۰ شرکت کرده‌است.